# Una hadművelet
Az Una hadművelet (horvátul: Operacija Una) a Horvát Hadsereg (Hrvatska vojska – HV) katonai offenzívája volt a Boszniai Szerb Köztársaság hadserege (Vojska Republike Srpske – VRS) ellen Nyugat-Bosznia-Hercegovinában 1995. szeptember 18–19. között, a boszniai háború idején. A művelet során a horvát erők átkeltek az Una és a Száva folyókon, és hídfőket hoztak létre Novi Gradban, Bosanska Dubicában, Bosanska Kostajnicában és Jasenovaccal szemben, hogy lehetővé tegyék a későbbi előrenyomulást Prijedor és Banja Luka felé.
A műveletet Franjo Tuđman horvát elnök és Richard Holbrooke amerikai diplomata találkozóját követően néhány órán belül tervezték meg. A találkozó során Holbrooke sürgette Tuđmant, hogy foglalja el Prijedort, és ha lehet, fenyegesse, vagy foglalja el Banja Lukát a VRS-től, mert úgy vélte, hogy egy ilyen fejlemény tárgyalóasztalhoz kényszerítené a boszniai szerb vezetőket. A nem megfelelő tervezés és előkészítés, valamint a védekező erőkre vonatkozó hibás katonai hírszerzése, valamint az Una és a Száva folyók magas vízállásának figyelmen kívül hagyása sok áldozatot és kevés sikert eredményezett. Az offenzívát egy nappal az elindítása után leállították, és a hídfőket evakuálták. A HV végül Vinko Vrbanac vezérőrnagyot tette felelőssé a sikertelenségért mondván, hogy Vrbanac elhamarkodva rendelte el az offenzívát, ahelyett, hogy a vezérkari főnökre, Zvonimir Červenko tábornokra hallgatva elhalasztotta volna.
Az Una hadművelet volt a HV egyetlen sikertelen művelete az 1994 novemberében megkezdett offenzívák sorozatából. A horvát médiában való tálalása ellentmondásos volt, de általában a sikerek sorozatából eredő aberrációként ecsetelték. 2006-ban a horvát hatóságok vizsgálatot indítottak a HV katonák által a hadművelet során elkövetett feltételezett háborús bűnök miatt, amelyek során 40 szerb civil vesztette életét.

## Háttér
Amikor a Jugoszláv Néphadsereg (Jugoslovenska narodna armija – JNA) a Vance-terv elfogadását és végrehajtásának megkezdését követően kivonult Horvátországból, 55 000 Bosznia-Hercegovinában született tisztét és katonáját vezényelte át az új boszniai szerb hadsereghez, amelyet később Boszniai Szerb Köztársaság hadseregére (Vojska Republike Srpske – VRS) kereszteltek. Ez az újjászervezés a Bosznia-hercegovinai Szerb Köztársaság 1992. január 9-iki kikiáltását követte, amely megelőzte a Bosznia-Hercegovina függetlenségéről 1992. február 29. és március 1. között megtartott népszavazást. Ezt a függetlenségi nyilatkozatot később a boszniai szerbek a boszniai háború ürügyeként hozták fel. A boszniai szerbek 1992. március 1-jén megkezdték a főváros Szarajevó és más területek megerősítését és másnap Szarajevóban és Dobojban már fel is jegyezték a háború első halálos áldozatait. Március utolsó napjaiban a boszniai szerb erők tüzérséggel bombázták Bosanski Brodot, aminek eredményeként a HV 108. dandárja határon átnyúló hadműveletbe kezdett. 1992. április 4-én a JNA tüzérsége megkezdte Szarajevó ágyúzását. Más példák is voltak arra, hogy a JNA közvetlenül támogatta a VRS-t, mint például Zvornik elfoglalásakor 1992. április elején, amikor a JNA Szerbiából a Drina folyót átlőve nyújtott tüzérségi támogatást. Ezzel egy időben az ország más részein a JNA megpróbálta enyhíteni a helyzetet, és tárgyalásokat szervezett.
A JNA és a VRS Bosznia-Hercegovinában az ARBiH erőivel és a Horvát Védelmi Tanáccsal (Hrvatsko vijeće obrane – HVO) állt szemben, amely a bosnyákok által uralt központi kormányzatnak, illetve a bosnyák vezetésnek, valamint a HV-nek volt alárendelve, amely esetenként támogatta a HVO működését. Április végén a VRS 200 000 katonát, több száz harckocsit, páncélos szállító harcjárművet (APC) és tüzérségi eszközt tudott bevetni. A HVO és a Horvát Védelmi Erők (Hrvatske obrambene snage – HOS) megközelítőleg 25 000 katonát és egy maroknyi nehézfegyvert tudott kiállítani, míg az ARBiH 100 000, nagyrészt felkészületlen  katonával rendelkezett, akiknek csak keveseb, mint a felének volt kézifegyvere, és gyakorlatilag nem volt nehézfegyver. A különböző erők fegyverkezését az Egyesült Nemzetek Szervezete (ENSZ) fegyverembargója akadályozta, melyet éppen a harcok megelőzésére, 1991 szeptemberében vezettek be. 1992. május közepére, amikor azok a JNA-egységek, amelyek nem kerültek át a VRS-be, kivonultak Bosznia-Hercegovinából, a VRS Bosznia-Hercegovina területének körülbelül 60 százalékát ellenőrizte. Az év végére ellenőrzés mértékét az ország körülbelül 70 százalékára terjesztette ki.

## Előzmények
1995-re az ARBiH és a HVO jobban szervezett erőkké fejlődtek, amelyek viszonylag nagyszámú tüzérségi eszközzel és erős védelmi létesítményekkel rendelkeztek. A VRS még ott sem volt képes áthatolni védelmükön ahol, mint például az orašjei csatában 1995 májusában és júniusában erői jó taktikát alkalmaztak. 1995 augusztusában, miután Horvátországban a horvátországi szerbek által ellenőrzött területeinek többsége a Vihar hadművelet során elveszett, a HV tevékenységének fókuszát Nyugat-Boszniára felé helyezte át. A váltást az a szándék motiválta, hogy a horvát határ mentén biztonsági zónát hozzanak létre, Horvátországot regionális nagyhatalommá tegyék, és a boszniai háború végét kikényszerítve megszerezzék a Nyugat kegyeit is. Bosznia-Hercegovina kormánya üdvözölte a lépést, mivel az hozzájárult Nyugat-Bosznia, valamint a legnagyobb boszniai szerbek által birtokolt város, Banja Luka megszerzéséhez.
Míg a NATO a Megfontolt Erő hadművelettel légicsapások sorozatát indította, amelyek általában a VRS Szarajevó környéki állásait vették célba, addig Nyugat-Bosznia, kivéve a VRS, a HVO vagy az ARBiH által Bihács, Drvar és Glamoč közelében indított támadásokat, a Vihar hadművelet után viszonylag nyugodt maradt. Ebben az időszakban a HV, a HVO és az ARBiH a régióban közös offenzívát tervezett. A HV és HVO offenzívája, Misztrál–2 hadművelet néven szeptember 8-án indult, azzal a céllal, hogy elfoglalják Jajca, Šipovo és Drvar városokat. Szeptember 13-án, mivel a NATO légicsapásai megszűntek, és a HV és a HVO közeledtek célkitűzéseik teljesítéséhez, az ARBiH 5. hadteste elindította a Sana hadműveletet, amely a VRS-t Bihácstól 70 km-re délkeletre tolta, és az ARBiH által ellenőrzött kiugrást észak felé Novi Grad irányába bővítette.
Szeptember 17-én az Egyesült Államok diplomatája, Richard Holbrooke és az Egyesült Államok horvátországi nagykövete, Peter W. Galbraith Zágrábban találkozott Franjo Tuđman horvát elnökkel. Holbrooke-ot az Egyesült Államok arra utasította, hogy sürgesse Tuđmant, hogy állítsa le a HV támadó hadműveleteit Nyugat-Bosznia-Hercegovinában. Holbrooke és Galbraith azonban meglátták a lehetőséget, hogy legyőzzék a VRS-t, és új katonai egyensúlyt teremtsenek az országban. Holbrooke arra is gondolt, hogy a megváltozott helyzet lehetővé tette számukra, hogy Galbraith figyelmen kívül hagyja a washingtoni utasításokat. Holbrooke sürgette Tuđmant, hogy foglalja el Sanski Mostot, Novi Gradot és Prijedort a VRS-től,  mégpedig ezt gyorsan meg kell tennie, de arra is megkérte, hogy a Banja Luka elfoglalására tett műveleteket állítsa le. Holbrooke és Galbraith úgy vélte, hogy előnyös lenne számukra, és igazságot szolgáltatnának, ha a VRS elveszítené Banja Lukát, de úgy döntöttek, hogy mégsem bátorítják ezt, attól tartva, hogy a városból további 200 000 menekült érkezne, illetve attól is tartottak, hogy Horvátország majd nem lesz hajlandó lemondani a városról. Abban is reménykedtek, hogy mérsékeltebb boszniai szerb vezetést találnak majd a városban, mivel ez volt a legvárosiasabb boszniai szerb terület.

## A szembenálló erők
A Holbrooke–Tuđman találkozó eredménye és a Horvát Köztársaság Fegyveres Erői vezérkarának értékelése alapján, miszerint a VRS 2. hadtest teljesen megsemmisült, gyakorlatilag előkészítés és tervezés nélkül döntöttek a HV erőinek a területre történő vezényléséről. A HV vezérkarának értékelése az ARBiH-nak Nyugat-Bosznia-Hercegovinában az elmúlt négy nap során elért térnyerésén alapult. A támadásra vonatkozó parancsot szeptember 17-én bocsátották ki, és a vezérkar főnöke, Zvonimir Červenko tábornok nevében Vinko Vrbanac vezérőrnagy írta alá. Az Una hadművelet fedőnevű offenzíva a terv szerint az Una folyón Novi Gradnál és Bosanska Dubicánál, valamint a Száva folyón Jasenovacnál való átkeléssel kezdődött, majd a Prosara-hegy elfoglalása már a Prijedor felé történő előrenyomulást tette volna lehetővé. A hadműveletet az ARBiH 5. hadtestével kívánták koordinálni, amely folytatta volna a gyors előrenyomulást Prijedor és Novi Grad felé.
A parancsnokok csak mintegy 10 órát adtak a HV-nek a felkészülésre, így csak azokat a HV-egységeket tudták bevetni a támadáshoz, amelyeket már korábban a tervezett hídfők környezetében telepítettek, a Zágrábi hadtestet az Una, és a Belovári hadtestet a Száva mentén. Elsődleges célnak az Una átkelőhelyeit tekintették, és a művelethez 1. gárdadandár és a 2. gárdadandár egységeit rendelték a 17. honvédezred támogatásával. A két gárdadandárnak összesen 1500 katonája volt, a honvédség további 1500 tartalékos gyalogosával megerősítve. A Belovári hadtestnek körülbelül 2500 tartalékos gyalogos állt a rendelkezésére, három (az 52., 121. és 125. honvédezred elemeiből álló) harccsoportra osztva, és körülbelül 900 fős támogató egységgel, köztük egy, a 16. tüzér-rakétadandártól odavezényelt 155 mm-es lövegekkel rendelkező tüzérzászlóalj, és a 18. tüzérségi-rakétadandár elemeivel (egy-egy szakasz 155 milliméteres tarackkal, illetve 130 mm-es löveggel felszerelve) rendelkezett. A Belovári hadtest haderejét Luka Džanko vezérőrnagy irányította, míg a Zágrábi hadtest hadműveletre vezényelt egységeit Marijan Mareković vezérőrnagy vezette.
A VRS-nek három helyőrségi zászlóalja volt a területen, általában túlkoros tartalékosokból. Közülük kettő, melyek az 1. Novigradi gyalogdandárhoz és a 11. Dubicai gyalogdandárhoz tartoztak, az Una folyó mentén helyezkedtek el, és a HV Zágrábi hadtestével álltak szemben. A maradékot az 1. Gradiškai könnyűgyalogdandár részét, a Száva folyó mentén helyezték el a HV Belovári hadtestével szemben. A Momir Talić alezredes által vezényelt 1. Krajinai hadtest átfogó irányítása alatt álló VRS-védőket, előre előkészített, aknamezők és erős tüzérség tűztámogatása által védett erődítményekben helyezték el. A HV becslése szerint a Száva folyó mentén telepített VRS egységeket egy harckocsiszázad és egy tüzérségi üteg támogatta, egyenként 130 milliméteres ágyúkkal, 155 milliméteres tarackokkal és 76 mm-es páncéltörő ágyúkkal felszerelve.

## A hadművelet lefolyása

### Szeptember 18
Az átkelést nehezítette a folyók magas szintje, az elárasztott partok, az erős áramlatok és a lebegő hordalék, valamint a csónakok és egyéb folyami átkelőeszközök hiánya. A 33. műszaki zászlóalj által biztosított felszerelések, köztük két vontatóhajó és egy kétéltű jármű késve érkeztek meg, és csak szeptember 18-án délben értek a harci övezetbe. Az Una és a Száva folyó folyása mentén 100 km hosszúságban, ahol az offenzívát végre kellett hajtani, a HV délben megkezdte a tüzérségi bombázást, és csak 15 óra után következett az átkelés. A 125. honvédezred harccsoportja Košutarica község közelében kísérelt meg átkelést, de miután erős kézifegyver- és aknavetőtűzzel találkozott, az átkelés kudarcot vallott. Az 52. honvédezred harccsoportjának kísérlete, hogy átkeljen a Száván Jasenovactól lefelé, az erős aknavetőtűz miatt szintén kudarcot vallott. A zágrábi hadtest egységeinek a kijelölt partraszállási zónájukban Novi Gradban, Bosanska Kostajnicában és Bosanska Dubicában sikerült kis hídfőket létrehozniuk, de heves tüzérségi és géppuskatűz tartotta fel őket. Mivel a HV a harc első néhány órájában 27 főt vesztett, Vrbanacot küldték ki, hogy vizsgálja meg a helyzetet, és a vezérőrnagyot teljesen megdöbbentette a támadás rossz megszervezése. Szeptember 18-ról 19-re virradó éjszaka a VRS tüzérsége folytatta a folyók mentén levő a HV-állások ágyúzását, emellett pedig Novszka, Kutenya, Újgradiska, és Dvor városait is lőtték.
Az ARBiH előrenyomulása Sanski Most és Novi Grad felé, ahol a HV az egyik hídfőt létesítette, szeptember 18-19-én leállt, mivel a területen a bosnyák hadsereg 14 000, korábban nem észlelt VRS-katonával találkozott, akiket 2000 Szerbiából érkezett katona is támogatott.

### Szeptember 19
Annak ellenére, hogy a Vrbanac nem sokkal szeptember 18–19-én éjfél után elrendelte a hadművelet leállítását, a Belovári-hadtestnek nem sikerült leállítania a másnap reggel 6:00-ra elrendelt újabb átkelési kísérleteket. A leállítási parancs ellenére a támadások megkezdődtek, és bár 10:30-kor az 52. és a 125. honvédezred harccsoportjai különböző helyeken próbáltak átkelni a Száva folyón, az erősödő folyóáramlatok és a folyamatos VRS tüzérségi tűz ellenére csak kis felderítő csoportoknak sikerült átkelniük a folyón, de egy órával később ők is visszaszorultak.
12 óra 50 perckor a 121. és 125. honvédezred elemeinek, valamint a 265. felderítő-szabotázsszázadból álló haderőnek a Száva és az Una találkozásánál sikerült átkelnie a Száva folyón. A 80 katonából álló átkelő erő aknamezővel, VRS tüzérségi tűzzel és a folyópart közelében lévő bunkerekből kézi lőfegyverek tüzével találkozott. Az erők kivonása 14 óra után kezdődött, ami heves tüzérségi tűzváltáshoz vezetett az egyik parton a VRS, a másik parton a 121. és 125. honvédezred harccsoportjai között. A kivonás a rendelkezésre álló hajók kis száma miatt több folyami átkelést igényelt, és további veszteségeket okozott. A helyzetet számos incidens és tényező tovább nehezítette. Ezek közé tartozott egy megsérült kétéltű járművet vontató vontatóhajó, amely a hibás vezetékezés, a folyami ágyús csónakok elégtelen tűztámogatása miatt kigyulladt, valamint a 34. műszaki zászlóalj csónakszemélyzete, akik a VRS erős tüze miatt nem voltak hajlandók átkelni a folyón, és a 33. műszaki zászlóalj hadköteleseivel kellett felváltani őket. Annak ellenére, hogy a HV a VRS-lövegek felderítésére pilóta nélküli légijárműveket használt, a tüzérségi párbaj még szeptember 19-én és 20-án késő éjszakáig folytatódott.
Az 52. honvédezred harccsoportja, hogy támogassa a 121. és a 125. honvédezred elemei által létesített hídfő kiszélesítését 14 óra 30 perckor ismét átkelt a Száva folyón. Az átkelésben 91 katona vett részt, akik körülbelül 900 métert haladtak előre, és mielőtt 16:30-kor visszavonultak több VRS védelmi állást megsemmisítettek.
Szeptember 19-én a Zágrábi hadtest megpróbálta megerősíteni a HV hídfőket az Una folyón, de további veszteségeket szenvedett. A Belovári hadtest erősítésként a VRS védelmének áttöréséhez a 121. honvédezred harccsoportját is Jasenovacba küldte. A nap folyamán a Belovári hadtestet felkereste Irfan Torić, a Velika Kladuša-i 520. ARBiH-dandár parancsnoka és engedélyt kért csapatainak bevetésére a Belovári hadtest támadásának támogatására. Džanko továbbította a kérést Červenkónak. A nap végére Červenko találkozott Tuđmannal, hogy tiltakozzon a művelet megindításának szervezetlensége ellen, és az ellen, hogy őt nem értesítették erről előre. Ugyanezen a napon a HV vezérkara leállította az akciót.

## Következmények
A háború után Janko Bobetko tábornok a HV veszteséget több mint 70 halottra és 250 sebesültre becsülte. A hivatalos adatok szerint a hadművelet során 49 HV-katona vesztette életét. Az áldozatok közül a Belovári-hadtesthez 5 halott és 26 sebesült tartozott. Boszniai szerb források szerint a VRS katonái közül 44-en haltak meg, 53-an megsebesültek és hárman estek fogságba. Ezen kívül hat boszniai szerb rendőr is meghalt, kilencen pedig megsebesültek. Boszniai szerb források szerint az offenzíva két napja alatt a szerb civilek közül 54-en haltak meg, 39-en megsebesültek és hatan estek fogságba. A Dvor elleni VRS-ágyúzásban meghalt két dán békefenntartó, akik az Egyesült Nemzetek Bizalomhelyreállító Művelete (UNCRO) keretében szolgáltak Horvátországban. 2006-ban a horvát hatóságok elkezdték vizsgálni a hadművelet során elkövetett háborús bűnökkel kapcsolatos vádakat, konkrétan a 2. gárdadandár 1. zászlóaljának csapatai által Bosanska Dubica térségében meggyilkolt 40 civil esetét.
1995. szeptember 20-án Červenko tábornok benyújtotta az Una hadműveletről szóló jelentését Tuđman elnöknek, melyben elhárította magától a felelősséget, és Vrbanacra és az akkori védelmi miniszterre Gojko Šušakra hárította azt. Ezt követően a fiaskóért egyedül Vrbanacot tették felelőssé, amivel katonai pályafutása véget is ért. Mareković helyett, aki Červenko utódja lett volna a vezérkari főnöki poszton, amikor Červenko 1996-ban nyugdíjba vonult, Pavao Miljavac tábornokot nevezték ki vezérkari főnökké.
Az 1994. novemberi Tél '94 hadművelet óta az Una offenzíva volt a HV egyetlen sikertelen hadművelete, így Horvátországban gyorsan félresöpörték, azonban a médiában továbbra is vita tárgya maradt. Davor Marijan horvát történész szerint a hadművelet elsősorban politikai okokból indult, melyet Holbrooke szeptember 17-iki kijelentésére reagálva sebtében indítottak el. Ennek ellenére Marijan azt állítja, hogy a támadás terve a helytelen hírszerzésen alapult, ami ahhoz vezetett, hogy a HV alulbecsülte a VRS védelmét. Ezenkívül a HV túlbecsülte ehhez a nehéz művelethez a saját képességeit, és figyelmen kívül hagyta a folyók átkeléskori állapotát. A HV soha nem kísérelte meg megismételni az átkelést, ehelyett úgy döntött, hogy az október elején megindított Déli Mozdulat hadműveletben más irányból fenyegeti Banja Lukát.

## Fordítás
- Ez a szócikk részben vagy egészben  az   Operation Una című angol Wikipédia-szócikk ezen változatának fordításán alapul.  Az eredeti cikk szerkesztőit annak laptörténete sorolja fel. Ez a jelzés csupán a megfogalmazás eredetét és a szerzői jogokat jelzi, nem szolgál a cikkben szereplő információk forrásmegjelöléseként.